# 베르나르도 카스트럽
베르나르도 카스트럽(영어: Bernardo Kastrup, 1974년~ )은 브라질 출신의 철학자이자 과학자, 작가이다. 그는 분석적 이상주의(Analytical Idealism)로 알려진 철학적 입장을 주창하며, 현실의 근본이 물질이 아닌 의식이라고 주장한다. 카스트럽은 유럽 입자물리연구소(CERN)와 필립스 연구소에서 시스템 설계자 및 연구원으로 활동하였으며, 컴퓨터 공학과 철학 분야 모두에서 박사학위를 취득하였다. 그는 《Why Materialism Is Baloney》, 《The Idea of the World》 등 다수의 저작을 통해 과학적 물질주의에 대한 비판과 철학적 이상주의의 대안을 제시해왔으며, 《사이언티픽 아메리칸(Scientific American)》 등 주요 과학 저널에 기고하는 활동도 병행하고 있다. 현재는 '에센셜 미디어(Essentia Foundation)'의 수석 철학자로 재직 중이며, 의식의 본질과 존재론적 토대에 대한 대중 강연과 글쓰기를 이어가고 있다.

## 생애
베르나르도 카스트럽은 1974년 브라질 리우데자네이루에서 태어나 어린 시절부터 과학과 철학에 깊은 관심을 보였다. 그는 브라질의 명문 국립대학인 캄핀스 대학교(UNICAMP)에서 전기 및 컴퓨터 공학을 전공하고 석·박사 학위를 취득한 뒤, 첨단 기술 분야에서 활동을 시작하였다. 이후 그는 네덜란드로 건너가 틸뷔르흐 대학교(Tilburg University)에서 철학 박사학위를 추가로 취득하며 이론적 사유의 폭을 넓혔고, 학제 간 연구의 토대를 마련하였다. 그의 경력에는 유럽입자물리연구소(CERN)와 필립스 연구소(Philips Research)에서의 연구 활동이 포함되며, 특히 인공지능, 컴퓨터 아키텍처, 시스템 최적화 분야에서의 경험은 이후 그가 자신의 전문분야에 대한 회의적 시각을 바탕으로 의식과 존재의 본질을 탐구하는 철학적 연구에 독특한 과학적 기반을 제공했다. 이러한 기술적 배경은 그가 철학적 주장을 펼칠 때 과학적 언어와 형식을 능숙하게 활용할 수 있도록 하였고, 이는 그의 저작들이 과학계와 철학계를 넘나드는 독특한 위치를 차지하게 만든 주요 요인이 되었다.
카스트럽은 물질주의와 환원주의에 대한 근본적인 회의에서 출발하여, 인간의 의식이 현실의 부산물이 아니라 오히려 실재의 근원이라는 분석적 이상주의를 주창하였다. 그는 쇼펜하우어를 부분적으로 계승하여 현실은 하나의 보편적 의식 속에서 생겨나는 정신적 표상이며, 우리가 경험하는 물리적 세계는 이러한 의식 내의 활동에 불과하다고 주장한다. 이러한 주장은 《Why Materialism Is Baloney》, 《The Idea of the World》, 《More Than Allegory》와 같은 저작을 통해 구체화되었고, 《Scientific American》과 같은 저명한 과학 매체에 기고하면서 대중적·학문적 반향을 불러일으켰다. 그는 ‘에센셜 미디어(Essentia Foundation)’의 수석 철학자로 활동하며 이상주의의 대중화를 꾀하고 있으며, TEDx 강연과 팟캐스트, 유튜브 인터뷰 등을 통해 자신의 철학을 널리 소개하고 있다. 그의 철학은 물질주의적 세계관의 한계와 현대 과학이 다루지 못하는 의식의 문제에 대한 대안으로 떠오르며, 신경과학자, 인지심리학자, 종교철학자 등과의 활발한 논쟁과 협업 속에서 그 영향력을 확대하고 있다.